# Barbara von Brandenburg-Ansbach-Kulmbach
Barbara von Brandenburg-Ansbach (* 24. September 1495 in Ansbach; † 23. September 1552 in Karlsbad) war eine Prinzessin von Brandenburg-Ansbach und durch Heirat Landgräfin von Leuchtenberg.

## Leben
Barbara war eine Tochter des Markgrafen Friedrich des Älteren von Brandenburg-Ansbach und Bayreuth (1460–1536) aus dessen Ehe mit Sophia von Polen (1464–1512), Tochter des Königs Kasimir IV. von Polen. 
Sie heiratete am 29. September 1510 auf der Plassenburg Landgraf Georg III. von Leuchtenberg (1502–1555). Im Heiratsvertrag wurde ihr ein Heiratsgut von 10.000 Gulden und eine Morgengabe von 3.000 Gulden zugebilligt.
Im Jahr 1549 bat sie schriftlich die zahlreichen Verwandten um Entschuldigung, da die Ehe ihres Sohnes mit der schwerreichen Mechthilde von der Marck nahezu überstürzt, ohne Ab- und Zustimmung der Verwandtschaft geschlossen worden war. Die Vermählung war von Barbaras Bruder Herzog Albrecht von Preußen angebahnt worden und später gelang dadurch die Sanierung der Finanzen der Landgrafschaft.
Barbara ist in der Pfarrkirche Maria Himmelfahrt in Pfreimd bestattet. Ihre aus Rotem Marmor bestehende Grabplatte mit Wappen und Inschrift befindet sich vor dem Hochaltar.

## Nachkommen
Aus ihrer Ehe hatte Barbara folgende Kinder:
- Georg IV. († 1553)
- Ludwig Heinrich (1529–1567), Landgraf von Leuchtenberg

⚭ 1549 Gräfin Mechthild von der Marck-Arenberg (1530–1603)
- Elisabeth (1537/8–1579)

⚭ 1559 Graf Johann VI. von Nassau-Dillenburg (1536–1606)
- Barbara